# Hornillalatorre
Hornillalatorre es una localidad situada en la provincia de Burgos, comunidad autónoma de Castilla y León (España), comarca de Las Merindades, partido judicial de Villarcayo, ayuntamiento de Merindad de Sotoscueva.

## Geografía
En el valle del río Trema, a 596 m s. n. m.; a 13 km de Villarcayo, cabeza de partido, y a 88 de Burgos; apeadero de ferrocarril en la línea Bilbao-León en El Rebollar, a 2 km.

## Situación administrativa
Hasta 2012 Hornillalatorre constituía una Junta Vecinal —Entidad Local Menor— dentro del municipio de la Merindad de Sotoscueva. Tenía competencias propias en la gestión de los bienes comunales, aprovechamiento de los montes públicos, vías públicas y caminos, y saneamiento y alcantarillado. Gestionaba igualmente un centro social recreativo en el edificio de las antiguas escuelas (reformado en 2007), así como un Telecentro que provee de acceso público wi-fi a internet, si bien solamente hay una línea telefónica terrestre en la localidad.
Al no haber obtenido votos ninguna candidatura en las elecciones locales de 2007 se formó una junta gestora. Debido a la imposibilidad de llevar adelante una nueva candidatura, fue finalmente disuelta la Entidad Local Menor, pasando sus bienes y funciones a ser gestionadas por el ayuntamiento de la Merindad de Sotoscueva.

## Demografía
En el censo de 1950 contaba con 113 habitantes, reducidos a 7 en 2004, 6 en 2012.

## Reseña histórica
Denominado en el pasado Hornilla la Torre, constituía uno de los del Partido de la Sonsierra, uno de los seis que componían la Merindad de Sotoscueva, perteneciente al Corregimiento de las Merindades de Castilla la Vieja, bajo jurisdicción de realengo y regidor pedáneo. En su terreno actual se encuentra igualmente el antiguo pueblo, hoy despoblado, de Hornillalaparte (u Hornilla la Parte), que fue lugar de nacimiento de Pedro Gómez, uno de los miembros de la tripulación del viaje de Magallanes-Elcano que dio la primera vuelta al mundo.

## Parroquia
Iglesia de Santa Marina Virgen y Mártir, dependiente de la parroquia de Cornejo en el Arcipestrazgo de Merindades de Castilla la Vieja, diócesis de Burgos.